# Delafossite
La delafossite è un minerale.
Deve il suo nome al mineralogista francese Gabriel Delafosse (1796-1878) al quale il chimico francese Charles Friedel (1832-1899) la dedicò nel 1873.